# Četrtna skupnost Črnuče
Četrtna skupnost Črnuče je ožja enota Mestne občine Ljubljana in zajema severne predele Ljubljane, ki ležijo na levem bregu Save. Na Črnučah so glavne dejavnosti in tu živi večina prebivalstva ČS, zato Črnuče predstavljajo jedro Četrtne skupnosti. Četrtna skupnost meji na zahodu s ČS Šmarna gora, na jugu s ČS Posavje, ČS Bežigrad, ČS Jarše, ČS Polje, na vzhodu z občino Dol pri Ljubljani ter na severu z občinama Domžale in Trzin.

## Splošni podatki
Meri 18,1 km2 in ima 11.641 prebivalcev (2020; leta 2002 10.910, vir: SURS), površina: 17,9 km2, najvišji vrh: Privolje 471 m, najnižja točka: Sava pri Šentjakobu 271 m. Prostorske enote: Črnuče-Gmajna, Franc Ravbar-Črnuče, Rezka Dragar-Črnuče, Nadgorica-Ježa, Podgorica-Šentjakob.

## Naselja, predeli v Četrtni skupnosti Črnuče
- Črnuče
- Gmajna (Črnuška gmajna)
- Spodnje Črnuče
- Podboršt
- Dobrava pri Črnučah
- Ježa
- Brod pri Črnučah
- Nadgorica
- Podgorica pri Črnučah
- Šentjakob ob Savi
- Soteska

## Društva

### Prostovoljno gasilsko društvo Črnuče
PGD Črnuče je pristojno za Četrtno skupnost Črnuče. Sodeluje pri gašenju požarov in reševanju ob poplavah Črnušnjice na Spodnjih Črnučah.
Društvo je bilo ustanovljeno leta 1912 kot Požarna obramba Črnuče. Leta 1913 so začeli z gradnjo gasilskega doma, ki pa je bil takrat mišljen zgolj kot shramba za orodje. Pomembnost društva se je pokazala že med prvo svetovno vojno. Med padlimi v vojni je bilo tudi nekaj njegovih članov.
Med obema svetovnima vojnama so bila finančna sredstva za gasilsko društvo majhna. Prva motorna črpalka društva je bila znamke BMW, sestavljena v Strojnih tovarnah v Ljubljani. Društvu je pomagala takratna občina Ježica, v tridesetih letih pa je bila uvedena tudi podporna članarina krajanov. S temi sredstvi je bila leta 1932 kupljena Rosenbauerjeva motorna brizgalna, tik pred začetkom vojne pa je bila postavljena temeljna plošča novega gasilskega doma.
Med nemško okupacijo so postali  gasilci uradno del javnih služb Tretjega rajha in so morali bele uniforme zamenjati s črnimi. Med sabo so bili dogovorjeni, da bodo njihove intervencije bolj počasne, če bo gorelo na okupatorjevi lastnini. To se je večkrat dogajalo zlasti proti koncu vojne, ko so zavezniška letala pogosto napadala železniško progo proti Lazam.
Po koncu vojne so nadaljevali z gradnjo doma, ki je bil dokončan leta 1955. Tega leta so od poklicnih gasilcev dobili zastarel gasilski avtomobil, ki so ga uporabljali do leta 1965, ko so dobili nov avtomobil Fiat 620.
9. julija 1955 je bila ustanovljena tudi Občinska gasilska zveza na Črnučah, ki je organizirala tečaje in izpite ter prirejala izlete. Obstajala je do 25. februarja 1961, ko se je priključila ObGZ Ljubljana-Bežigrad. V zadnjih dvajsetih letih je društvo moderniziralo svoj vozni park, predvsem z vozili znamke TAM.